# Musik im Tuileriengarten
Musik im Tuileriengarten ist ein Gemälde des französischen Malers Édouard Manet. Das 1,18 × 0,76 Meter große Bild entstand 1862. Das Gemälde ist im gemeinschaftlichen Besitz der National Gallery in London und Dublin City Gallery The Hugh Lane und wird abwechselnd in beiden Museen ausgestellt.

## Hintergrund
„Diese Kunst ist nicht gesund.“
So lautete die Kritik anlässlich der Ausstellung des Bildes am 1. März 1863 in der Galerie Martinet am Boulevard des Italiens. Das Publikum war mit dieser neuen und sehr unkonventionellen Maltechnik völlig überfordert. Der Schriftsteller Émile Zola erinnerte sich sogar an einen Besucher, der mit Gewalt gedroht hatte, sollte dieser Schandfleck nicht aus der Ausstellung verschwinden. Zola schreibt weiter:

„Stellen Sie sich unter den Bäumen der Tuilerien eine Menge vor, hundert Menschen vielleicht, die sich in der Sonne bewegen. Jede Person ist ein einfacher, kaum bestimmter Klecks, in dem die Details zu Strichen oder schwarzen Punkten werden.“

Zola empfiehlt dem Betrachter sich auf eine „respektvolle Distanz“ zum Bild zu begeben, dann werde er auch etwas erkennen können. Dem Publikum war aber weder an respektvoller Distanz noch an Respekt überhaupt gelegen. Das Gemälde blieb 20 Jahre lang unverkäuflich.

## Das Gemälde
Zolas Tipp ist teilweise richtig: Auf eine bestimmte Entfernung klären sich diejenigen Details des Bildes, die scharf umrissen sind – vor allem die Figuren männlicher Flaneure und weiblicher Flaneusen auf dem linken Bildflügel, des stehenden Flaneurs über dem aufgespannten Sonnenschirm und des in seinem Rücken nach rechts gewendeten Mannes, der den Hut lüftet. Die Dame gegenüber dem stehenden Flaneur allerdings und die von beiden Figuren zwickelartig gerahmte Bildmitte sind eklatant unscharf gehalten und offenbar absichtlich, weil vom oberen Bildrand her ein Stück blauen Himmels wie ein Richtungspfeil auf diese Bildvertikale weist. Die hier zu sehenden gelben und grauen Farbflecken stellen sich aus der Entfernung betrachtet so wenig plastisch dar wie einige Figuren auf dem rechten Bildflügel, die der Maler, in einem sprunghaften Wechsel von Schärfe zu Unschärfe im selben Bildsegment, lediglich skizziert. Dargestellt ist eine Szene aus dem berühmten Tuileriengarten in Paris. Manet hatte dort viele Sommernachmittage verbracht und unter den neugierigen Blicken der Spaziergänger erste Skizzen angefertigt. Dieses Gemälde vollendete er allerdings in seinem Atelier. Die Stühle im Vordergrund des Bildes sind authentisch, im Sommer 1862 wurden nämlich alle Holzstühle des Gartens durch eben solche Eisenstühle ausgewechselt, wie sie besonders deutlich rechts vorne im Bild zu sehen sind. Außerdem hat Manet in dem Bild einige bekannte Gesichter versteckt: Freunde, Bekannte, Kritiker und Meinungsmacher. Augenfällig ist der Flaneur in der Bildmitte mit der weißen Hose, der sich nach links wendet: Es ist Manets Bruder Eugène. Direkt hinter ihm vor dem Baum befindet sich das Porträt des Komponisten Jacques Offenbach, es wirkt wie eine Karikatur. Sich selbst hat Manet, vom linken Bildrand überschnitten, neben seinem früheren Ateliergenossen, dem Maler Albert de Balleroy stehend porträtiert. Wendet man den Blick von den zwei Malern etwas nach rechts, sind weitere Gesichter zu erkennen: Die sitzende männliche Person, deren Gesicht neben einem spitzen gelben Hut erscheint, ist der Journalist Zacharie Astruc, hinter ihm stehend der Mann mit dem Schnauzbart sein Kollege Aurélien Scholl. Bei dem etwas weiter rechts stehenden Mann, der den Betrachter anzuschauen scheint, handelt es sich um den Maler Henri Fantin-Latour. Weitaus undeutlicher, aber von Kennern identifiziert, ist die Personengruppe, die sich direkt über den gelb gewandeten Damen befinde. Diese Gruppe ist mit der schwarzen Baumbahn verknüpft, die den linken Bildflügel symbolisch zentriert. Zu sehen sind das Profil des Dichters und Kunstkritikers Charles Baudelaire, dicht neben ihm das Dreiviertelporträt des Dichters Kunstkritikers Théophile Gautier, der sich gegen den Baumstamm zu lehnen scheint, und beiden gegenüber die Profilfigur des Museumsbeamten Baron Isidor Taylor. Über diese Dreiergruppe erschließt sich das ästhetische Programm des Bildes, das erstmals der schwedische Kunsthistoriker Nils Gösta Sandblad erkannte.
Taylor hatte 1835 im Auftrag des Bürgerkönigs Louis-Philippe I. in Spanien Gemälde von Velázquez, Zurbaran, Murillo und Goya aufgekauft, die ab 1838 in der Galerie espagnol des Louvre zu sehen waren. Auch Théophile Gautier hatte Spanien während der Julimonarchie bereist und 1845 seinen Reisebericht veröffentlicht. Diese Spanienbegeisterung der älteren romantischen Generation hatte durch die Heirat von Napoleon III. mit der spanischen Prinzessin Eugénie de Montijo im Januar 1853 neuen Aufwind erhalten und erreichte 1862, als Manet „Musik im Tuileriengarten“ malte, einen neuen Höhepunkt. In diesem Sommer gastierte eine spanische Ballettgruppe mit der berühmten Tänzerin Lola de Valence im Hippodrome von Paris und lockte unzählige Besucher an, unter ihnen auch Manet, der die Vorführungen gemeinsam mit Baudelaire besuchte und einige Bilder (Gemälde, Zeichnungen, Radierungen) der Tänzerin Lola, des Tänzers Don Mariano Cambrubi sowie der spanischen Ballett-Truppe schuf. Mit der Dreiergruppe Baudelaire, Gautier, Taylor schrieb Manet seinem Gemälde die Genealogie seiner Ästhetik ein.
Zunächst bildete Manet einige Figuren seines Bildes dem 1851 vom Louvre angekauften Gemälde „Die kleinen Kavaliere“ nach, das man damals für ein Werk von Velázquez hielt; nach diesem Werk hatte Manet 1861–62 eine kolorierte Radierung geschaffen. Der bildbestimmende Kontrast von „Schwarz“ und „Weiß“ allerdings orientiert sich weder an den „Kleinen Kavalieren“ noch an der Porträtmalerei von Velázquez, sondern in seiner Härte an der Mal- und Radierkunst von de Goya. Während der Enthusiasmus für die spanische Kunst insgesamt den jüngeren Baudelaire mit Gautier und Taylor als Vertreter der älteren romantischen Generation verbindet, ergibt sich über Goya die nähere Verbindung zu Manet.
Denn über Eugène Delacroix hinaus nennt Baudelaire Goya in seinem Gedicht Les Phares als Vorbild seiner pessimistischen Ästhetik. 1857 veröffentlichte er einen Essay über Goyas Radierungen als Ausdruck des „absolut Komischen“. Unter dem absolut Komischen verstand Baudelaire eine Ästhetik bitterster Ironie, wie sie insgesamt seine „Blumen des Bösen“ verwirklichen. Dieses absolut Komische unterscheidet Baudelaire vom „historisch Komischen“ des französischen Malers und Karikaturisten Honoré Daumier, der nach Baudelaires Ausführungen einen zwar unbestechlichen, doch wohlwollenden Blick auf die Schattenseiten der modernen Gesellschaft und das moderne Großstadtleben richtete, wie es sich seit dem Umbau der Stadt unter dem Baron Georges-Eugène Haussmann gestaltete. 1859 lernt Baudelaire den damals weitgehend unbekannten Constantin Guys kennen, dessen Zeichnungen und Aquarelle er mit Daumiers Bildästhetik in Verbindung bringt, und beginnt im Winter 1859, einen Aufsatz über Guys zu schreiben. Dieser Aufsatz erscheint vier Jahre nach seiner ersten Konzeption im November und Dezember 1863 unter dem Titel „Der Maler des modernen Lebens“ in der Zeitschrift Le Figaro.
Damit schließt sich der Kreis: Neben der Radierkunst von Rembrandt war die von Baudelaire gewürdigte Radierkunst Goyas ein wichtiges Vorbild der im Frühjahr 1862 gegründeten Société des Aquafortistes. Die Gründungsurkunde dieser Gesellschaft nennt berühmte Maler und Radierer der romantischen Generation und Vertreter einer neuen Künstlergeneration, darunter Manet und seinen Freund Henri Fantin-Latour. Im April 1862 schreibt Baudelaire einen ersten Artikel über die neue Gesellschaft und ihre jüngeren Mitglieder, im September desselben Jahres einen zweiten. Während Manet im ersten Artikel als bloßer Name auftaucht, stellt Baudelaire Manet in seinem zweiten Artikel als neues großes Talent in der Nachfolge von Gustave Courbet vor. In diesem Beitrag spricht Baudelaire Manets Malerei „spanische Würze“ zu. Zudem hebt er Manets „entschiedenen Geschmack“ für die „moderne Wirklichkeit“ hervor und kündigt diejenige Ausstellung für das kommende Frühjahr an, in der  „Musik im Tuileriengarten“ zu sehen sein wird, die Ausstellung in der Galerie Martinet. Entgegen einer anders lautenden Legende, die von Manets Biografen Antonin Proust stammt, zeigt der Vergleich der Artikel, dass sich Manet und Baudelaire im Frühjahr 1862 über die „Gesellschaft der Radierer“ kennen lernten und im Sommer desselben Jahres enge Freundschaft schlossen. Insofern ist „Musik im Tuileriengarten“ zunächst ein Dokument der neuen Freundschaft Manets mit dem wichtigsten Dichter und Kunsttheoretiker seiner Zeit.
Henri Fantin-Latours Gemälde Hommage à Delacroix bezeugt diese Freundschaft im Kreis der jungen Mitglieder der Gesellschaft der Radierer, jedoch in anderer Form. Im Vergleich zu diesem Gemälde wird die Neuheit der Formensprache Manets besonders deutlich. Sie besteht darin, dass Manet in kontrastierenden und diskontinuierlich gesetzten malerischen „Flecken“ das Bild einer dicht gedrängten Menge von Zeitgenossen in einem konzentrierten Moment ihrer Wahrnehmung verwirklicht. Weil die Protagonisten innerhalb der Menge einerseits stillstehen und andererseits in Bewegung sind, malt Manet ihre Wahrnehmungsbilder im selben Bild dicht benachbart scharf und unscharf zugleich. Diese neuartige Verwirklichung einer Wahrnehmungsästhetik verbindet „Musik im Tuileriengarten“ mit Baudelaires viel diskutierter Theorie ästhetischer Modernität, wie er sie im Essay über den „Maler des modernen Lebens“ entwickelt. Eine Pointe ist, dass Manets „Musik im Tuileriengarten“ Baudelaires Modernitätstheorie eineinhalb Jahre vor dem erstmaligen Erscheinen des Essays als eine gemalte Kunsttheorie vor Augen stellt. Erstmals machte der Kritiker Alfred Sensier auf die Verbindung der Ästhetik Baudelaires und Manets aufmerksam, als er 1865 über Manets Olympia schrieb: „Malerei der Schule Baudelaires, ausgeführt von einem Schüler Goyas“.
Die zweite Pointe liegt darin, dass sich „Musik im Tuileriengarten“ in einer wichtigen Hinsicht von den aquarellierten Zeichnungen des Constantin Guys und mittelbar von Baudelaires Modernitätsästhetik unterscheidet. Anders als Guys nämlich arbeitet Manet nicht mit den Tonwerten von Hell und Dunkel. Vielmehr übersetzt er Licht und Schatten in die kontrastierenden Farben seiner Malerei. Durch den Verzicht auf einen mittleren Ton, der die Pole von Hell und Dunkel verbindet, gab Manet den traditionellen Schein einer ästhetischen Einheit der Bildwelt auf, an dem nach Goya, Delacroix, Daumier und Constantin Guys auch Baudelaire im „Maler des modernen Lebens“ festhielt. Diesem Schein gegenüber verfährt Manets Malerei kontrastiv diskontinuierlich und nimmt einen materiellen Charakter an. In „Musik im Tuileriengarten“ akzentuiert Manet den Unterschied seines malerischen Verfahrens zu Baudelaires Vorstellungen von der Hell-Dunkel-Malerei, indem er die Profile Baudelaires, Gautiers und Taylors schattenumwoben zeigt. Sofern er das ältere Hell-Dunkel allein auf diese Gruppe konzentriert, distanziert Manet sich im Namen einer neuen Ästhetik von Gegenwärtigkeit von der romantischen Ästhetik der Erinnerung. Zugleich schließt sich Manet, indem er sich selbst am linken Bildrand im neuen Licht seiner kontrastscharf kühlen Malerei porträtiert, mit der dargestellten Menge zusammen. Baudelaire, Gautier und Taylor hingegen zeigt er inmitten der bewegt fixierten Menge kühl blickender Flaneure und Flaneusen als letzte Vertreter der älteren romantischen Generation.
- Das Frühstück im Grünen

## Malmaterialien
Die Pigmentanalyse des Gemäldes wurde von den Wissenschaftlern der National Gallery in London durchgeführt. Die im Allgemeinen eher gedämpfte Farbgebung erzielte Manet durch die Verwendung von Erdfarben, für die schwarzen Kleider der Männer benutzte er Beinschwarz mit kleinen Zusätzen farbiger Pigmente. Die kräftigen Farben der Frauenhüte und Umhänge sind mit Kobaltblau und Zinnober gemalt.